# Krupa (Ukraina)
Krupa (ukr. Крупа) – wieś na Ukrainie, w obwodzie wołyńskim, w rejonie łuckim. W 2001 roku liczyła 913 mieszkańców.
W północno-zachodniej części wsi znajdują się pozostałości późnofeudalnego zamku z XVI wieku. Miał on kształt pięciokąta o różnych długościach boków. Na zamku stała kaplica, a także dom dzierżawcy, dwór gościnny, dom księcia.
Urodził się tutaj polski hrabia, Antoni Bartłomiej Ledóchowski, poseł Sejmu Czteroletniego.